# Bilal Ould-Chikh
Bilal Ould-Chikh, né le 28 juillet 1997 à Roosendaal aux Pays-Bas, est un footballeur néerlando-marocain évoluant au poste d'ailier.

## Biographie
Bilal Ould-Chikh naît et grandit à Rosendael aux Pays-Bas au sein d'une famille marocaine originaire de Tazourakht à quelques kilomètres de Beni Bouayach en région rifaine, au nord du Maroc. Il est le frère de Walid Ould-Chikh, également footballeur professionnel.

### Carrière en club
Ould-Chikh passe par plusieurs académies de football dont le Feyenoord Rotterdam, le RBC Roosendaal et le Willem II Tilburg avant de prendre son départ en 2012 pour son club formateur du FC Twente. Il y signe en juillet 2013 son premier contrat professionnel.
Le 17 mars 2014, Ould-Chikh débute à l'âge de 16 ans en deuxième division néerlandaise avec les Jong FC Twente face au FC Eindhoven. Lors de ce match, il entre à la 74ème minute à la place de Alvin Daniels. Lors de cette période, il est souvent titularisé. Il marque son premier but et premier doublé un mois plus tard, le 6 avril 2014 dans un match face à De Graafschap (victoire, 2-1).
Le 4 mai 2014, lors de la même saison, Ould-Chikh fait ses débuts avec l'équipe A du FC Twente et joue son premier match en Eredivisie face au PEC Zwolle. Lors de la saison 2014-15, il intègre l'équipe A du FC Twente, évolue aux côtés de Hakim Ziyech, mais ne marque qu'un seul but en 20 matchs de championnat en Eredivisie.
En juillet 2015, Bilal Ould-Chikh signe un contrat de quatre ans au sein du club Benfica Lisbonne pour un montant de €1.250.000. Il est alors vu comme un espoir du football néerlandais. Lors des saisons 2015-16 et 2016-17, il n'atteint pas l'équipe A du Benfica Lisbonne et dispute alors en total douze matchs en deuxième division portugaise avec l'équipe B. 
Avec un contrat rompu au début de 2017, Bilal Ould-Chikh sera aperçu aux Pays-Bas à Utrecht avec l'équipe du FC Utrecht lors des entraînements. En juin 2017, il signe un contrat de deux ans au sein du club néerlandais évoluant en Eredivisie. Le 13 juillet 2017, il fait ses débuts au sein du club du FC Utrecht dans un match de Ligue Europa face au Valletta FC. Il entre à la 88ème minute à la place de Gyrano Kerk. Lors des premiers mois avec le FC Utrecht, il évolue souvent avec l'équipe B en deuxième division néerlandaise, mais parvient tout de même à disputer dix matchs avec l'équipe A.
Le 31 janvier 2019, il signe un contrat d'une demi-année au sein du club Denizlispor en Turquie.
Le 31 décembre 2021, Ould-Chikh signe avec FC Volendam jusqu'à l'été 2023, avec une option de prolongation.
Le 24 juillet 2025, il retourne dans son pays d'origine et signe un contrat de deux ans avec le Raja CA.

### Carrière internationale
Bilal Ould-Chikh affronte en 2012 une première sélection avec les Pays-Bas, à l'occasion d'un match amical face à la Belgique -15 ans. Un an plus tard, il voit son nom parmi la liste des convoqués pour prendre part à l'Euro -17 ans 2014. Lors de cette compétition, il s'illustre lors du premier tour, en marquant un but face à la Turquie, puis en délivrant une passe décisive face à l'Angleterre. Il entre ensuite en jeu lors de la finale de la compétition perdue aux tirs au but face à l'Angleterre, à la 76e minute, à la place de Dani van der Moot. 
Un an plus tard, il évolue avec les Pays-Bas -19 ans, et prend de nouveau part à un championnat d'Europe, l'Euro -19 ans 2015. Lors de cette compétition, il délivre une passe décisive lors du premier match contre la Russie.
En 2016, il reçoit une convocation de Mark Wotte avec le Maroc -20 ans et décide de changer de nationalité sportive en tranchant définitivement en faveur de l'équipe du Maroc,,. Il a deux matchs amicaux à disputer avec les Lionceaux de l'Atlas, toutefois le club du Benfica Lisbonne interdit le jeune néerlando-marocain de quitter le club. Il ne joue finalement aucun match avec l'équipe du Maroc.

## Style de jeu
Bilal Ould‑Chikh se distingue comme un ailier gauche au profil offensif prononcé. Il figure régulièrement parmi les meilleurs joueurs de la division tant en dribbles qu’en passes décisives et en création de jeu,. Ses qualités naturelles : vitesse explosive, agilité remarquable et équilibre sûr, lui permettent de percuter efficacement sur les ailes, casser les lignes défensives en un contre un et provoquer des décalages.
D’un point de vue technique, Ould‑Chikh est un joueur à la fois créatif et engagé, capable d’avoir un impact direct grâce à ses capacités de dribble et de percée rapide. Bien que son intensité défensive soit modeste (faibles indices d’agressivité ou de tacles), son travail offensif compense largement cette lacune. Son faible engagement physique et son endurance limitée réduisent son influence sur toute la durée du match, mais cela ne l’empêche pas de rester un élément clé pour créer des opportunités et influencer le résultat offensivement, notamment en étant souvent désigné comme l’un des joueurs les plus efficaces de son équipe lors de son passage au FC Volendam,,.

## Palmarès

### En club
- FC Volendam
  - Eerste Divisie
    - Champion en 2025

### En sélection
- Pays-Bas -17 ans
  - Euro -17 ans
    - Finaliste en 2014

### Distinctions individuelles
- 2024 : Meilleur joueur du FC Volendam de la saison 2023-2024

## Vie privée
Il est le frère de Walid Ould-Chikh, également footballeur professionnel.